# Peret
Pedro Pubill Calaf (Mataró; 24 de marzo de 1935 - Barcelona; 27 de agosto de 2014), conocido artísticamente como Peret, fue un cantante, guitarrista y compositor español de etnia gitana, que popularizó la rumba catalana.

## Biografía
Su padre, Manuel, se ganaba la vida como vendedor ambulante de telas y Peret de pequeño le acompañaba en sus desplazamientos comerciales por Cataluña y Baleares, por lo que fue poco a la escuela. Parece ser que aprendió a leer de forma autodidacta fijándose en los carteles publicitarios.
Aficionado desde niño a la guitarra y al cante gitano, a los doce años formó un dúo con una prima suya. Se llamaban Los Hermanos Montenegro. Debutaron en el Teatro Tívoli de Barcelona, en un festival infantil.
En 1957, de manera casual, grabó un disco que pasó desapercibido por el mercado, así que sobrevivía como vendedor ambulante. Incluso viajó a Argentina, pero no para cantar, sino para negociar con sábanas. Ocasionalmente actuaba en locales de la costa catalana. Poco a poco, su nombre se fue conociendo en Barcelona. Así, grabó un par de discos que sonaron bastante en las emisoras de la zona. Al poco se casó con Fuensanta, Santa, una gitana de la familia a la que años más tarde dedicaría una de sus más populares canciones: «Mi Santa».
A mediados de los 60 dio el salto a Madrid, cuando fue contratado por El Duende, un tablao flamenco perteneciente a Pastora Imperio y Gitanillo de Triana, y ahí se inició su escalada. Algunas de sus interpretaciones, como «El muerto vivo» del colombiano Guillermo González Arenas, empezaron a tener mucho éxito entre gente de diversa extracción social. Y en este momento ocurrió un fenómeno muy significativo que Manuel Román describió así en su libro Memoria de la copla:

En las discotecas de moda, donde se programa música anglosajona y de los conjuntos españoles de la época, como Los Bravos y otros del género pop, hay de pronto un cambio brusco, pasada la medianoche, que el pinchadiscos de turno aprovecha para que suenen las rumbas de Peret.

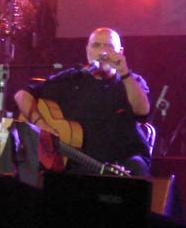
Peret en 2007.

En 1967 grabó «Una lágrima», versión rumbera de un vals del maestro Monreal, que tuvo un éxito fulgurante, convirtiéndose en una de las canciones del verano de 1968. En esta época la música de Peret —potente y vertiginosa, con influencias del mambo y del rocanrol— sonaba constantemente en emisoras de radio, máquinas de discos, tabernas, casinos, discotecas, guateques o fiestas mayores.
En los años posteriores, todas las orquestas incorporan a su repertorio temas como «El gitano Antón», «Don Toribio Carambola», «Saboreando», «¡Lo mato!», «Si fulano fuese mengano», «Chaví», «Canta y sé feliz» (con la que participó en el Festival de la Canción de Eurovisión 1974), «Qué cosas tiene el amor», «A mí las mujeres ni fu ni fa», «Castigadora», «Tracatrá», etc. Muchos de sus grandes éxitos son derivados de un estilo del son cubano denominado guaracha, que influyó en gran medida en la rumba catalana. Ejemplo de esto es la guaracha «¡Lo mato!», del cubano Ñico Saquito. Peret cuenta que cuando era joven iba a la sala de fiestas Rialto, a bailar los mambos de Pérez Prado, vestido de roquero: para él, la mezcla de música cubana y de rock es fundamental en la creación de la rumba catalana.
El bombazo internacional lo dio con «Borriquito» en 1971, con letra y música del propio cantante, que coincidió con el boom del turismo en España, lo que contribuyó a que la canción se popularizara en todo el mundo y en especial en los Países Bajos (7 semanas como n.º 1) y Alemania (dos semanas n.º 1). Esta canción también tuvo mucha aceptación en México y Latinoamérica, lo cual originó que otras canciones de estilo similar llegaran al mercado latinoamericano. 
Su segundo gran éxito internacional fue "Es preferible reír que llorar", de 1972. Muy popular en Latinoamérica y especialmente en la Argentina y Uruguay. De hecho, es su canción más conocida y escuchada en estos países, aun décadas después de su lanzamiento.Y la frase "es preferible reír que llorar", se popularizó quedando en el habla popular, por lo menos, hasta los primeros años de la década de los 90. 
En 1975, actuó en un festival musical que tuvo lugar en el El Aaiún, capital del Sahara, en honor de las tropas españolas, durante la marcha verde, junto a Rosa Morena, Karina, Lolita Sevilla, Arena Caliente y el humorista Chicho Gordillo. Se celebró durante dos días en el Tercer Tercio Sahariano de la Legión Don Juan de Austria, en donde actuó ante más de 12 000 personas, entre jefes, oficiales y soldados.
En 1982, de forma imprevista, Pedro Pubill Calaf abandonó radicalmente su actividad artística e ingresa en la sección barcelonesa de la Iglesia evangélica Filadelfia. Durante nueve años ejerció bajo el nombre de «Hermano Pedro» labores religiosas con dedicación exclusiva. Posteriormente, sin dejar su creencia religiosa, cesó en la actividad pastoral y montó una productora discográfica. Desde entonces, reaparece en los escenarios de forma esporádica.
En 1991, compone la canción representante de España en el Festival OTI de la Canción, celebrado en Acapulco (México). La canción se llamaba «Bésame» y fue interpretada por su sobrino Joel, la cual se incluiría en su álbum. El Festival constaba de semifinal y final, y la canción de Peret logró pasar a la final del certamen.
En 1992, participó en la ceremonia de clausura de los Juegos Olímpicos de Barcelona, junto a Los Manolos, Los Amaya y otros exponentes de la rumba catalana. En ella interpretó la canción «Gitana hechicera», dedicada a la ciudad de Barcelona con motivo de los Juegos Olímpicos, canción que fue uno de los éxitos de ese verano.
En 1998, fue galardonado con la Cruz de Sant Jordi. En 2000, graba un nuevo disco Peret: Rey de la rumba, al lado de solistas y grupos de pop como Estopa, Jarabedepalo, El Gran Silencio, Carlos Jean, Fermín Muguruza y David Byrne (de Talking Heads).
En 2005 participa en Peret, el alma de un pueblo (Península Ediciones) de la poeta y escritora Cèlia Sànchez-Mústich (su sobrina "paya"), el primer libro dedicado íntegramente a su persona. Se trata de una larga conversación de carácter íntimo entre tío y sobrina en el cual se profundiza en el pensamiento y experiencias vitales del rey de la rumba catalana.
En 2006, participa en el disco homenaje a Joan Manuel Serrat, de título Per al meu amic Serrat (Discmedi, 2006), en el que interpreta el tema a ritmo de rumba «Me'n vaig a peu».
En 2007, presenta un nuevo disco con canciones inéditas, de título Que levante el dedo, y prepara el libro La Biblia de la Rumba de próxima edición. También en 2007, Joan Manuel Serrat y Joaquín Sabina homenajean a Peret incorporando al repertorio de su gira conjunta Dos pájaros de un tiro el tema «El muerto vivo». En el primer concierto de Barcelona en el Palau Sant Jordi, Peret acompaña en el escenario a los dos cantautores.
Peret participa en el disco colectivo de La Marató de TV3 en su edición de 2007 con una versión en catalán del tema «Live is life» («Vine amb mi») del grupo austriaco Opus.
El 3 de mayo de 2011, la ciudad de Mataró le otorgó el título de hijo predilecto de la ciudad en reconocimiento de su trayectoria profesional y como creador de la rumba catalana. Es la primera ocasión en que el ayuntamiento de esta localidad mediterránea otorga este reconocimiento.
En 2013 participó en el Concierto por la Libertad con «L'emigrant» y «Catalunya té molt poder».
El 30 de julio de 2014, Peret anunciaba ante los medios que padecía cáncer, retirándose de los escenarios para realizar su tratamiento y volver lo antes posible en buen estado de salud.

### Fallecimiento
El 27 de agosto de 2014 fallece en el Hospital Quirón de Barcelona debido a un cáncer de pulmón a los 79 años, siendo enterrado en el cementerio de Mataró.

## Peret y el cine

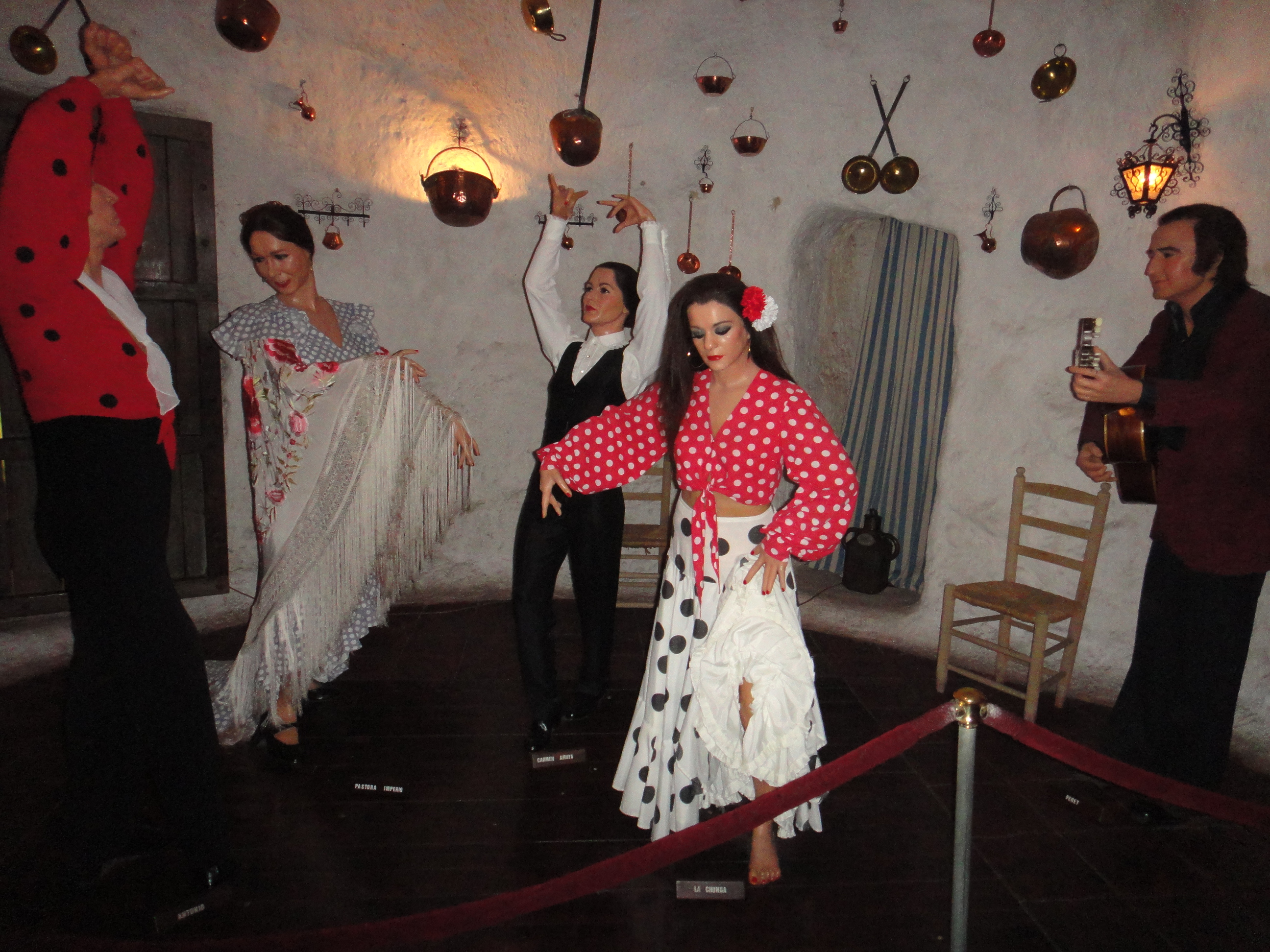
Museo de cera de Barcelona

En 1963 representó un pequeño papel en Los Tarantos de Francisco Rovira-Beleta, donde también intervenía la bailaora Carmen Amaya. Él mismo fue protagonista de varios filmes que contribuyeron eficazmente a la expansión de sus canciones. Casi todos los títulos cinematográficos de Peret habían sido previamente grandes éxitos discográficos: Amor a todo gas, El mesón del gitano, Las 4 bodas de Marisol, Qué cosas tiene el amor, A mí las mujeres ni fu ni fa, Si Fulano fuese Mengano. En 1995 participó como actor en la película Alma gitana y en 2001 en Marujas asesinas.
En 2024, se estrenó la película biográfica directa a televisión "El rei Peret", que cuenta su historia y su relación con su identidad gitana.

## Discografía

### LP (vinilo)
- Peret 1967 (Discophon, 1967).
- Rumba pa'ti (Discophon, 1968).
- Una lágrima 1968 (Vergara, 1968).
- Lamento gitano 1969 (Discophon, 1969).
- Gipsy Rhumbas (Discophon, 1969).
- Canta para el cine (Vergara, 1970).
- Borriquito (Ariola, 1971). (Producción Juan Pardo)
- Una lágrima 1972 (Ariola, 1972). (Producción Peret)
- Mi santa (Ariola, 1973). (Arreglos Josep María Bardagi, Producción Peret)
- Lo mejor de Peret (Ariola, 1974). (Producción Peret, Bardagi y Juan Carlos Calderón)
- Peret y sus gitanos (Emi, 1974). (Producción Emi)
- Canta y sé feliz (Ariola, 1974). (Producción Peret y Fernando Arbex)
- Saboreando (Ariola, 1978). (Producción Peret)
- Lágrimas negras (Ariola, 1978). (Producción Bebu Silvetti)
- El joven Peret (Cbs, 1979). (Producción Juan Pardo)
- El jilguero (Belter, 1980). (Producción Joan Barcons)
- De cap a la palla (Belter, 1981). (Producción Joan Barcons)
- De coco a la paja (Belter, 1981). (producción Joan Barcons)

### Singles no incluidos en ningún LP
- Sapore di sale + Salomé + Qué suerte + Si yo fuera (Discophon, 1964) ("Sapore di sale" no fue incluida en ninguno de los LP editados por Discophon).
- "Jugando + Caliente" (Ariola, 1975) (Sencillo instrumental manteniéndose la Cara A no editada en ningún LP).
- "Pa amb oli + De cap a la palla" (Belter, 1980) (Cara A inédita en LP y solo editada en la musicassette "El forat").
- "El forat + Estem fotuts" (Belter, 1982) (Último material editado antes de su retirada para dedicarse al Culto).
- Marujas asesinas (Virgin, 2001) (Sencillo compartido con Dusminguet).

### CD
- No se pué aguantar (PDI, 1991 - reeditado por Picap ).
- Gitana Hechicera (PDI, 1992 - reeditado por Picap 2008).
- Rumbas de la clausura (PDI, 1992, disco en directo compartido con Los Manolos y Los Amaya), reeditado por Picap
- Cómo me gusta (PDI, 1993 - Picap, 2008 - reeditado por Picap ).
- Que disparen flores (PDI, 1995 - Picap, 2008 - reeditado por Picap ).
- Jesús de Nazareth (PDI, 1996 - reeditado por Picap 2008).
- Rey de la Rumba (Virgin, 2000).
- Que levante el dedo (K Industria Cultural, 2007).
- De los cobardes nunca se ha escrito nada (Universal Music, 2009).
- Des del Respecte/ Desde el Respeto - Disco póstumo - (Satélite K, 2014).

### Recopilatorios
- El cancionero nº 1 (Belter, 1979).
- El forat (Impacto, 1982) (Musicassette que contiene temas en catalán en la cara A y en la cara B el medley incluido en los discos "De cap a la palla" y "De coco a la paja")
- Rumbas de oro (Divucsa, 1989).
- Peret es la rumba (Ariola, 1990).
- La vida por delante (Sony/BMG, 1994).
- Siempre Peret (PDI, 1996).
- Sus grabaciones en Discophon (Rama Lama/Blanco y Negro, 1998).
- Don Toribio Carambola (Arcade, 2000).
- Chica Vaivén (Sony/BMG, 2000).
- Número 1 en rumba (PDI, 2000).
- La salsa de la rumba (Sony/BMG, 2001).
- Singles Collection (Divucsa, 2004).
- Mano a mano (Divucsa, 2006).
- Sus 20 grandes éxitos (O.K., 2008).

| Predecesor: Mocedades con «Eres tú» | España en el Festival de Eurovisión 1974 | Sucesor: Sergio y Estíbaliz con «Tú volverás» |